# Songjeong-dong, Gwangju, Gyeonggi
Songjeong-dong (koreanska: 송정동) är en stadsdel i kommunen Gwangju i provinsen Gyeonggi i den norra delen av Sydkorea, 29 km öster om huvudstaden Seoul.